# Kwiatki (gmina Osie)
Kwiatki – osada w Polsce, w województwie kujawsko-pomorskim, w powiecie świeckim, w gminie Osie.
Do 2023 miejscowość była częścią wsi Jaszcz.
Miejscowość położona jest przy trasie linii kolejowej Laskowice Pomorskie – Szlachta – Czersk (przystanek kolejowy Kwiatki) i na obszarze Wdeckiego Parku Krajobrazowego.
W latach 1975–1998 miejscowość administracyjnie należała do województwa bydgoskiego.